# Dee Rees
Diandrea "Dee" Rees (Nashville, 7 de febrero de 1977) es una directora de cine y guionista estadounidense, reconocida por sus largometrajes Pariah (2011), Bessie (2015) y Mudbound (2017). Esta última película fue una adaptación de la novela del mismo nombre de la autora Hillary Jordan y le valió a Rees una nominación a un Premio de la Academia en la categoría de mejor guion adaptado.
Rees también ha dirigido y escrito episodios de series de televisión como Empire, When We Rise y Electric Dreams.

## Filmografía

### Largometrajes
- Eventual Salvation (2008)
- Pariah (2011)
- Bessie (2015)
- Mudbound (2017)
- The Last Thing He Wanted (2019)

### Cortometrajes
- Orange Bow (2005)
- Pariah (2007)
- Colonial Gods (2009)

### Televisión
- Empire (2015) Temporada 2, episodio 2
- When We Rise (2017) 2 episodios
- Philip K. Dick's Electric Dreams (2018) Temporada 1, episodio 7

## Premios y distinciones
Óscar
| Año  | Categoría            | Película | Resultado |
| ---- | -------------------- | -------- | --------- |
| 2018 | Mejor guion adaptado | Mudbound | Nominada  |